# Riedmühle (Grünsfeld)
Riedmühle ist ein Wohnplatz auf der Gemarkung der Stadt Grünsfeld im Main-Tauber-Kreis im fränkisch geprägten Nordosten Baden-Württembergs.

## Geographie
Die Riedmühle befindet sich etwa 500 Meter nach dem südwestlichen Ortsrand der Kernstadt Grünsfeld in der Talaue des Grünbachs. Der Rötensteingraben (auch Rödersteingraben genannt) mündet im Bereich der Riedmühle von rechts in den Grünbach. Im Süden und Osten grenzt der Grünbach an den Wohnplatz an. Im Norden und Westen der Riedmühle befinden sich Wiesen, Äcker, Streuobstflächen und Pferdekoppeln.

## Geschichte
Auf dem Messtischblatt Nr. 6324 „Grünsfeld“ von 1932 wurde der Ort als Ried-Mühle bezeichnet und es befand sich ein größeres Anwesen vor Ort. Das alte Riedmühlenanwesen wurde durch den Bau einer Reithalle mit Tierarztpraxis wiederbelebt. Im Jahr 2007 wurde diesbezüglich ein Bebauungsplan für das Anwesen aufgestellt.

## Verkehr
Der Wohnplatz Riedmühle ist, von der Taubertalstraße (L 512) in Grünsfeld abzweigend über die Straße Brückle zu erreichen. Dies ist zugleich die Zufahrt zur Kläranlage der Stadt Grünsfeld, die nebenan liegt. Am Wohnplatz befindet sich die gleichnamige Straße Riedmühle.